# Złuczeńnie
Złuczeńnie (biał.: Злучэньне)  – jedno z dwóch białoruskojęzycznych czasopism propagujących Kościół katolicki obrządku bizantyjsko-słowiańskiego, wydawane w latach 1938–1939 w Warszawie.